# Andrena punctatissima
Andrena punctatissima is een vliesvleugelig insect uit de familie Andrenidae. De wetenschappelijke naam van de soort is voor het eerst geldig gepubliceerd in 1866 door Morawitz.